# Kürdborakı
Kürdborakı è un comune dell'Azerbaigian situato nel distretto di Bərdə. Conta una popolazione di 693 abitanti.